# Campeonato Mundial de Atletismo Sub-20 de 2022 - Salto em altura feminino
A prova do salto em altura feminino do Campeonato Mundial de Atletismo Sub-20 de 2022 ocorreu  entre os dias 4 a 6 de agosto de 2022 no Estádio Olímpico Pascual Guerrero, em Cali, na Colômbia.

## Recordes
Antes desta competição, os recordes mundiais e do campeonato nesta prova eram os seguintes:
|       | Nome                        | Nacionalidade                       | Altura | Local           | Data                                    |
| ----- | --------------------------- | ----------------------------------- | ------ | --------------- | --------------------------------------- |
| WU20R | Olga Turchak Heike Balck    | União Soviética · Alemanha Oriental | 2.01 m | Moscou Chemnitz | 7 de julho de 1986 18 de junho de 1989  |
| CR    | Alina Astafei               | Roménia                             | 2.00 m | Sudbury         | 29 de julho de 1988                     |
| WU20L | Angelina Topić Karmen Bruus | Sérvia · Estónia                    | 1.96 m | Kruševac Eugene | 26 de junho de 2022 19 de julho de 2022 |

## Medalhistas
| Ouro               | Prata               | Bronze               |
| Karmen Bruus (EST) | Britt Weerman (NED) | Angelina Topić (SRB) |

## Cronograma
Todos os horários são locais (UTC-5).
| Data        | Hora  | Evento       |
| ----------- | ----- | ------------ |
| 4 de agosto | 13:15 | Qualificação |
| 6 de agosto | 12:35 | Final        |

## Resultados

### Qualificação
Qualificação: 1,85 m (Q) ou pelo menos melhor 12 qualificado (q).
| Posição | Grupo | Atleta                    | Nacionlidade   | 1.67 | 1.72 | 1.76 | 1.80 | Resultado | Notas |
| ------- | ----- | ------------------------- | -------------- | ---- | ---- | ---- | ---- | --------- | ----- |
| 1       | B     | Angelina Topić            | Sérvia         | –    | o    | o    | o    | 1.80      | q     |
| 1       | B     | Britt Weerman             | Países Baixos  | –    | –    | o    | o    | 1.80      | q     |
| 1       | B     | Elisabeth Pihela          | Estónia        | –    | –    | o    | o    | 1.80      | q     |
| 1       | A     | Erin Shaw                 | Austrália      | –    | o    | o    | o    | 1.80      | q     |
| 1       | A     | Karmen Bruus              | Estónia        | –    | –    | o    | o    | 1.80      | q     |
| 1       | A     | Mariia Alieinikova        | Ucrânia        | –    | o    | o    | o    | 1.80      | q     |
| 1       | A     | Zorana Rokavec            | Sérvia         | o    | o    | o    | o    | 1.80      | q     |
| 8       | B     | Merel Maes                | Bélgica        | –    | o    | o    | xo   | 1.80      | q     |
| 8       | B     | Toby Stolberg             | Austrália      | o    | o    | o    | xo   | 1.80      | q,    |
| 8       | A     | Nina Borger               | Países Baixos  | o    | o    | o    | xo   | 1.80      | q     |
| 11      | B     | Celia Rifaterra           | Espanha        | o    | xo   | o    | xxo  | 1.80      | q     |
| 11      | A     | Emma Gates                | Estados Unidos | o    | xo   | o    | xxo  | 1.80      | q     |
| 13      | B     | Veronika Kramarenko       | Ucrânia        | –    | o    | o    | xxx  | 1.76      |       |
| 14      | A     | Yorunn Ligneel            | Bélgica        | o    | xo   | o    | xxx  | 1.76      |       |
| 15      | B     | Anna-Sophie Schmitt       | Alemanha       | o    | o    | xo   | xxx  | 1.76      |       |
| 15      | A     | Federica Gabriela Apostol | Roménia        | o    | o    | xo   | xxx  | 1.76      |       |
| 17      | B     | Arielly Kailayne Monteiro | Brasil         | o    | o    | xxo  | xxx  | 1.76      |       |
| 18      | A     | Lāsma Zemīte              | Letónia        | o    | o    | xxx  |      | 1.72      |       |
| 18      | B     | Styliana Ioannidou        | Chipre         | o    | o    | xxx  |      | 1.72      |       |

### Final
A prova final foi realizada no dia 6 de agosto às 12:35. 
| Posição           | Atleta             | Nacionalidade  | 1.70 | 1.75 | 1.80 | 1.85 | 1.88 | 1.91 | 1.93 | 1.95 | 1.97 | Resultado | Notas                |
| ----------------- | ------------------ | -------------- | ---- | ---- | ---- | ---- | ---- | ---- | ---- | ---- | ---- | --------- | -------------------- |
| Medalha de ouro   | Karmen Bruus       | Estónia        | -    | o    | o    | xo   | o    | o    | xo   | xxo  | xxx  | 1.95      |                      |
| Medalha de prata  | Britt Weerman      | Países Baixos  | -    | o    | xo   | o    | o    | o    | o    | xxx  |      | 1.93      | NU20R                |
| Medalha de bronze | Angelina Topić     | Sérvia         | -    | o    | o    | o    | o    | o    | xo   | xxx  |      | 1.93      |                      |
| 4                 | Erin Shaw          | Austrália      | -    | o    | o    | o    | xo   | xxx  |      |      |      | 1.88      | Recorde pessoal      |
| 5                 | Merel Maes         | Bélgica        | o    | o    | xo   | xo   | xo   | xxx  |      |      |      | 1.88      | Recorde da temporada |
| 6                 | Elisabeth Pihela   | Estónia        | -    | xxo  | o    | xxx  |      |      |      |      |      | 1.80      |                      |
| 7                 | Celia Rifaterra    | Espanha        | o    | xxo  | xo   | xxx  |      |      |      |      |      | 1.80      |                      |
| 8                 | Mariia Alieinikova | Ucrânia        | o    | o    | xxx  |      |      |      |      |      |      | 1.75      |                      |
| 9                 | Toby Stolberg      | Austrália      | o    | o    | xxx  |      |      |      |      |      |      | 1.75      |                      |
| 10                | Zorana Rokavec     | Sérvia         | o    | xxo  | xxx  |      |      |      |      |      |      | 1.75      |                      |
| 11                | Emma Gates         | Estados Unidos | o    | xxo  | xxx  |      |      |      |      |      |      | 1.75      |                      |
| 12                | Nina Borger        | Países Baixos  | o    | xxx  |      |      |      |      |      |      |      | 1.70      |                      |

Legenda
| Recorde mundial       | Recorde mundial (World record)               |                       | Recorde africano                      | Recorde africano (African) |                                           | Q | Classificado por posição (Qualified) |
| Recorde do campeonato | Recorde do campeonato (Championship record)  | Recorde da América    | Recorde da América (Americas)         | q                          | Classificado por melhor tempo (Qualified) |   |                                      |
| Melhor marca do ano   | Melhor marca do ano (World leading)          | Recorde asiático      | Recorde asiático (Asian)              | DNS                        | Não largou (Did not start)                |   |                                      |
| Recorde nacional      | Recorde nacional (National record)           | Recorde europeu       | Recorde europeu (European)            | DNF                        | Não terminou (Did not finish)             |   |                                      |
| Recorde pessoal       | Recorde pessoal do atleta (Personal best)    | Recorde da Oceania    | Recorde da Oceania (Oceania)          | DSQ / DQ                   | Desclassificado (Disqualified)            |   |                                      |
| Recorde da temporada  | Recorde da temporada do atleta (Season best) | Recorde sul-americano | Recorde sul-americano (South America) | NM                         | Sem marca (No mark)                       |   |                                      |